# 세르비아 민주당
세르비아 민주당(세르비아어: Демократска странка Србије / Demokratska stranka Srbije 데모크라트스카 스트란카 스르비예, demǒkratskaː strânka sr̂bije, 약칭: ДCC / DSS)은 세르비아의 국민보수주의, 기독민주주의 정당이다.

## 역사

### 창당과 부진
1990년 세르비아 민주운동의 지지 협력 정당으로 나섰던 민주당에서 내셔널리즘 성향 당원들이 탈당해 발족하였다. 창당인으로는 보이슬라브 코슈투니차, 블라데타 얀코비치, 주르제 닌코비치, 드라슈코 페트로비치, 미르코 페트로비치, 블라단 바티치가 있었으며, 1992년 7월 26일 창당대회를 처음 열어 보이슬라브 코슈투니차를 초대 총재로 선출하였다. 1992년 12월 5일에는 제1차 당대회를 개최하였으며 민주당의 첫 매니페스토가 채택되었다.
1992년 12월 총선에 처음 참가해 세르비아 민주운동 연합 소속당으로서 원내 18석을 확보하였다. 이후 민주운동연합에는 참여했지만 무소속이었던 당선자들이 사퇴를 대거 표명하면서, 각 당의 몫이 추가되어 세르비아 민주당의 의석수도 20석으로 늘었다. 그러나 얼마 지나지 않아 여당에 대한 대응과 내정 현안에 대한 견해 대립이 벌어지면서, 민주운동은 민주당의 전처를 밟아 1993년 중순에 분열되었다.
다음 총선은 1993년 12월 19일에 조기 총선으로 진행되었다. 이때 세르비아 민주당으로는 독자적으로 참가하여 원내 7석이라는 저조한 성적을 거뒀다. 국회 내 존재감이 약해진 탓에 세르비아의 중대사를 결정하는 데에도 별다른 영향력을 끼치지 못했고 그 결과 당의 침체기로 이어졌다. 3년 뒤 1996년 '자예드노' 야당연합 (함께 연합)이 발족되었고 그해 열린 총선에서 세르비아 민주당은 자예드노 연합 소속정당으로 나갔으나, 원내 4석이라는 참담한 결과를 낳았다.

### 정권 교체
세르비아 민주당은 세르비아 민주야당 연합 (DOS)의 창립 정당으로 나섰다. 또 민주당 대표였던 보이슬라브는 민주야당 대선후보로 나섰으며, 2000년 유고슬라비아 대통령 선거에서 50.24% 득표율로 슬로보단 밀로셰비치 후보를 누르고 당선되었다. 그 해 12월 세르비아 총선에서 세르비아 민주야당은 64.7% 득표율로 원내 176석이라는 진기록을 세웠다. 이 중 세르비아 민주당에는 45석이 돌아갔다.
곧이어 세르비아 민주야당연합 내각이 수립되었으나 세르비아 민주당은 내각 내에서 장관 두 명만 배출시키면서 여전히 부실한 영향력을 끼쳤다. 그 인사마저도 알렉산다르 프라브디치 부총리, 오브렌 욕시모비치 보건부차관 뿐이었다. 이 때문에 2001년 후반에 들어서서 세르비아 민주당은 민주야당 내각의 정책방향에 불만을 표하고 연합 탈퇴를 선언하였다.
2003년 세르비아 총선에서는 17.7% 득표율로 원내 53석을 확보하였다. 이 중 세 명은 인민민주당으로, 두 명은 각각 세르비아 자유당과 세르비아 민주당(SDS)에 입당하였다.

## 같이 보기
- 세르비아의 정당